# Louis Adolphe Rollin
Pour les articles homonymes, voir Rollin.
Louis Adolphe Rollin est un homme politique français né le 18 août 1836 à Corny-sur-Moselle (Moselle) et décédé le 29 janvier 1909.
Sans antécédents politiques, il est élu député de la Guadeloupe en 1871, siégeant à gauche. Il démissionne en 1873.

## Source
- « Dictionnaire des parlementaires français de 1789 à 1889 », A.Robert, G.Cougny